# Sertularella mutsuensis
Sertularella mutsuensis är en nässeldjursart som beskrevs av Eberhard Stechow 1931. Sertularella mutsuensis ingår i släktet Sertularella och familjen Sertulariidae. Inga underarter finns listade i Catalogue of Life.